# Campeonato Paranaense de Futebol de 1928
O Campeonato Paranaense de 1928 foi a 14° edição do campeonato estadual, teve uma diminuição do número de clubes para apenas quatro, repetindo 1919 que também teve apenas quatro clubes, devido aos times de Ponta Grossa, estarem em discórdia com a Federação Paranaense de Desportos. Teve o menor número de jogos em um campeonato, com 12 jogos, não o menor número de gols, em 1919, houve 45, quatro a menos, 49, na edição de 1928. O artilheiro também tem o menor número de gols em paranaenses Flávio Marinoni fez só seis gols pelo Britânia Sport Club, com a média de 1 gol por jogo. O campeão Britânia Sport Club conquistou o hepta-campeonato que também venceu o Torneio Inicio, no dia 20 de Maio, o vice o foi Clube Atlético Paranaense.

## Clubes Participantes
| Equipe                        | Cidade   | Região                           | No ano anterior | Estádio | Capacidade | Títulos                            | Participações |
| ----------------------------- | -------- | -------------------------------- | --------------- | ------- | ---------- | ---------------------------------- | ------------- |
| Britânia Sport Club           | Curitiba | Região Metropolitana de Curitiba | Terceiro Lugar  | --      | --         | 6 (1918, 1919,1920,1921,1922,1923) | 14            |
| Coritiba Foot Ball Club       | Curitiba | Região Metropolitana de Curitiba | Campeão         | --      | --         | 2 (1916, 1927)                     | 14            |
| Palestra Itália Futebol Clube | Curitiba | Região Metropolitana de Curitiba | Quarto Lugar    | --      | --         | 2 (1924, 1926)                     | 8             |
| Clube Atlético Paranaense     | Curitiba | Região Metropolitana de Curitiba | Vice Campeão    | --      | --         | 1 (1925)                           | 4             |

- 1° Lugar Britânia Sport Club
- 2° Lugar Clube Atlético Paranaense
- 3° Lugar Coritiba Foot Ball Club
- 4° Lugar Palestra Itália Futebol Clube

## Regulamento
Campeonato por pontos corridos, turno e returno.

## Campeão
| Campeonato Paranaense de 1928 |
| ----------------------------- |
| Britânia Sport Club 7° Título |